# Lee Ji-hyun (Squashspielerin)
Lee Ji-hyun (* 13. Februar 1993 in Changwon) ist eine südkoreanische Squashspielerin.

## Karriere
Lee Ji-hyun spielt seit 2013 auf der PSA World Tour. Ihre beste Platzierung in der Weltrangliste erreichte sie mit Rang 104 im Juli 2020. Mit der südkoreanischen Nationalmannschaft nahm sie an mehreren Asienmeisterschaften teil und wurde mit ihr 2018 Vizeasienmeisterin. Bei Asienspielen gewann sie mit der Mannschaft 2014 die Bronzemedaille. 2018 verpasste sie mit der Mannschaft das Halbfinale. Bei den 2023 ausgetragenen Asienspielen 2022 in Hangzhou gewann sie mit der Mannschaft wiederum Bronze.

## Erfolge
- Vizeasienmeister mit der Mannschaft: 2018
- Asienspiele: 2 × Bronze (Mannschaft 2014 und 2022)